# Тэтато
Тэтато (также Тэтанто, Тэтан-То) — озеро в Ямало-Ненецком автономном округе России на юге полуострова Ямал, к северу от озера Яррото 2-е,  в 96 км к северо-западу от села Новый Порт. Входит систему Ярротинских озёр. Вытекает река Тэтатосё, относящаяся к бассейну Юрибея, впадающего в Карское море. Впадают многочисленные ручьи и реки Салятатанё, Тэтатанё и Нюдя-Тэтатанё.
Название имеет ненецкое происхождение: от слов  тэта(н) – богатый и то — озеро; «озеро богатых» («богатое озеро»).
Площадь озера — 61,4 км². Площадь водосбора — 188 км². Высота уреза воды над уровнем моря — 31 метр. Водоём имеет округлую форму (длина — 11 км, максимальная ширина — 9,3 км).
Берега низкие, местами заболоченные, поросшие типичной тундровой растительностью, обрывистые на севере и юго-западе. Многочисленные отмели в прибрежной части.